# 法務局における遺言書の保管等に関する法律
法務局における遺言書の保管等に関する法律（ほうむきょくにおけるゆいごんしょのほかんとうにかんするほうりつ、平成30年7月13日法律第73号）は、法務局における自筆証書遺言の保管等に関する日本の法律である。

## 主務官庁
- 法務省民事局民事法制管理官室

## 概要
自筆証書遺言を法務大臣の指定する法務局・地方法務局において保管等する制度について規定している。
2018年に民法相続規定改正案に伴う関連法案の一つとして国会に提出され、7月6日に国会で可決・成立する形で制定された。
2020年（令和2年）7月10日に施行された。

## 関連書籍
- 堂薗幹一郎、野口宣大『一問一答 新しい相続法――平成30年民法等(相続法)改正、遺言書保管法の解説』商事法務、2019年。ISBN 9784785727079。